# 俄罗斯国家史
《俄罗斯国家史》（俄語： История государства Российского ）是尼·米·卡拉姆津所著的，记载俄罗斯历史的多卷本著作。记载了从俄罗斯古代到伊凡四世时期以及混乱时期的历史。兼有历史研究价值和文学价值。

## 内容
作者从古代编年史中收集史实，其中一些甚至首次被作者引入史料研究。比如，是卡拉姆津发现并命名的《伊帕切夫编年史》。为了不冗乱行文，他把大量细节特别编入了注释卷。其注释具有很高的学术价值。值得注意的是，尝试复原在1812年大火烧毁的《三位一体编年史》很大程度上是基于卡拉姆津的注解的。
在序言中作者总体上论述了历史的重要性和它在生活中的作用。他认为俄罗斯历史和世界史相比同样引人入胜、妙趣横生。
在第一卷中，作者详细说明了居住在当代俄罗斯地区的民族，包括斯拉夫人的渊源、和瓦良格人的冲突和希腊人对居住在未来罗斯土地上部族们的态度。然后讲述了第一批罗斯大公们的由来。在后续的几卷中卡拉姆津详实地描述了直到1612年以前的俄罗斯历史上的所有重要事件。
作者没能完成第十二卷的编写。第十二卷由康斯坦丁·塞尔比诺维奇（俄语：Константин Сербинович）和德米特里·布鲁多夫（俄语Дмитрий Блудов）根据作者的手稿编写。1829 年初，在卡拉姆津去世将近三年后，布鲁多夫出版了最后一卷。那年晚些时候，整个十二卷本的第二版出版了。